# Michael Alaalatoa

a Compétitions nationales et continentales officielles uniquement.

b Matchs officiels uniquement.
Dernière mise à jour le 19 mai 2025.
Michael Alaalatoa, est né le 28 août 1991 à Sydney (Australie), est un joueur de rugby à XV international samoan évoluant au poste de pilier.
Il est fils de l'ancien international samoan Vili Alaalatoa (en), et le frère aîné du pilier international australien Allan Alaalatoa, évoluant aux Brumbies.

## Carrière

### En club
Michael Alaalatoa joue dans un premier temps avec l'équipe de rugby du Newington College (en) de Sydney. Il commence sa carrière en senior en 2013, lorsqu'il rejoint le club de Southern District qui évolue en Shute Shield (championnat de la région de Sydney). Il joue pendant une saison avec cette équipe, aux côtés de son frère Allan, disputant quinze rencontres. Pendant cette période, il s'entraîne avec le groupe élargi de la franchise des Waratahs qui dispute le Super Rugby. 
En 2014, il rejoint le club de West Harbour en Shute Shield. Toujours dans le groupe élargi des Waratahs, il fait ses débuts professionnels le 12 juillet 2014 contre les Queensland Reds, pour ce qui est son unique match de la saison. La même année, il fait ses débuts en National Rugby Championship avec l'équipe des NSW Country Eagles.
Après une saison 2015 où il ne joue aucun match avec les Waratahs, il décide de rejoindre la province néo-zélandaise de Manawatu en NPC afin de véritablement lancer sa carrière. Après une saison convaincante avec Manawatu, où il joue tous les matchs en tant que titulaire, il est recruté par la franchise des Crusaders pour un contrat d'une saison,. Malgré la présence de l'expérimenté All Black Owen Franks, il joue quatorze rencontres lors de sa première saison (dont seulement une titularisation) et voit son contrat prolongé pour deux saisons supplémentaires. Avec cette franchise, il remporte le Super Rugby en 2017, 2018 et 2019.
En 2019, il change de province de NPC et rejoint Canterbury. Il ne reste cependant qu'une seule saison avec Canterbury avant de faire son retour à Manawatu pour la saison 2020.
Après six saisons chez les Crusaders, il décide en 2021 de rejoindre la province irlandaise du Leinster, évoluant en United Rugby Championship. Pendant ses trois saisons avec cette équipe, il est essentiellement la doublure de l'international irlandais Tadhg Furlong,. Il participe ainsi en tant que remplaçant aux trois finales de Champions Cup perdues par le Leinster.
En 2024, il s'engage avec le club français de l'ASM Clermont Auvergne, évoluant en Top 14, pour un contrat de deux saisons,.

### En équipe nationale
Michael Alaalatoa a joué avec l'équipe des Samoa des moins de 20 ans en 2011, où il participe au trophée mondial des moins de 20 ans.
Il est sélectionné pour la première fois avec l'équipe des Samoa au mois d'août 2019 lorsqu'il est nommé dans le groupe pour disputer la Coupe du monde au Japon. Il obtient sa première cape internationale avec l'équipe des Samoa le 7 septembre 2019 à l’occasion d’un test-match contre l'équipe d'Australie à Sydney. Lors de la Coupe du monde, il dispute quatre matchs contre la Russie, l'Écosse, le Japon et l'Irlande.
En mai 2021, il est nommé capitaine de la sélection pour la double rencontre face aux Tonga, qualificative pour la Coupe du monde 2023. Les Samoans parviennent finalement à se qualifier, après l'avoir emporté largement lors des deux matchs.
En août 2023, il est annoncé au sein du groupe samoan retenu pour participer au Mondial 2023 en France. Il se partage le rôle de capitaine avec Chris Vui lors de la compétition. Il joue quatre matchs lors du tournoi, dont deux comme titulaire.

## Palmarès

### En club
- Vainqueur du Super Rugby en 2017, 2018 et 2019 avec les Crusaders.
- Vainqueur du Super Rugby Aotearoa en 2020 et 2021 avec les Crusaders.
- Finaliste de la Champions Cup en 2022, 2023 et 2024 avec le Leinster.

### En équipe nationale
- Vainqueur de la Coupe des nations du Pacifique en 2022.

## Statistiques internationales
- 18 sélections avec les Samoa depuis 2019
- 0 point

- Participation à la Coupe du monde en 2019 (4 matchs) et en 2023 (4 matchs).